# Карел Гартман
Карел Гартман (чеськ. Karel Hartmann; 6 липня 1885 Пржибрам — 16 жовтня 1944 Аушвіц) — чеський хокеїст, який у якості члена хокейної команди успішно представляв Чехословаччину на кількох міжнародних турнірах. Також відомий як спортивний функціонер та журналіст.

## Біографія
Карел Гартман народився у заможній єврейській родині у Пржибрамі. Через кілька років після його народження родина перебралася до Праги. Почав грати у хокей за ČSS Прага на позиції ровера. Був відомий своєю швидкістю. Після того як клуб припинив існувати, став грати за інший празький клуб — «Спарту». Закінчив кар'єру у 1928 році.
Виступав у складі збірної Богемії у її першому матчі проти канадців, це була команда канадських студентів Оксфорду. Після Першої Світової війни виступав за збірну Чехословаччини на офіційних турнірах. Завоював у складі збірної бронзові медалі Олімпіади у Антверпені. Пізніше цей турнір також визнали першим Чемпіонатом світу. У наступних трьох роках Карел Гартман у складі збірної брав участь у Чемпіонатах Європи і послідовно вигравав срібні, золоті та бронзові нагороди. Останній раз брав участь у Чемпіонаті Європи 1927, де збірна Чехословаччини посіла передостаннє місце.
У період з 1922 до 1923 року обіймав посади віце-президента ЛІГА та президента Чехословацької асоціації хокею. Пізніше обіймав посаду віце-президента спортивного клуба «Спарта».
Карел Гартман за професією був юристом, також працював спортивним журналістом.
У 1942 році разом з сім'єю був депортований до концентраційного табору Терезієнштадт. Під час перебування у гетто написав поему — «Терезінська епопея», а також прочитав кілька лекцій. 16 жовтня 1944 Гартмана разом з дружиною перевели до Аушвіца, де вони померли в того ж дня. Два його сини Ян та Джирі пережили голокост та емігрували до США.

## Нагороди
- Бронзовий призер Олімпійських ігор: 1920
- Чемпіон Європи: 1922
- Срібний призер Чемпіонату Європи: 1921
- Бронзовий призер Чемпіонату Європи: 1923